# Miasteczko Halloween
Miasteczko Halloween (ang. The Nightmare Before Christmas) – film animowany Tima Burtona z 1993 roku, w reżyserii Henry'ego Selicka. Zdjęcia do filmu wykonał Pete Kozachik, muzykę Danny Elfman.
W 2023 roku został wprowadzony do Narodowego Rejestru Filmowego Stanów Zjednoczonych jako film „znaczący kulturowo, historycznie bądź estetycznie”.

## Opis fabuły
Szare Miasteczko Halloween pełne jest potworów i umarlaków. Jack Skellington, Dyniowy Król jest już znudzony sławą najstraszniejszego upiora. Czuje, że rutyna nie daje mu się rozwinąć. Po kolejnym wielkim Halloween wyrusza przed siebie. W końcu trafia do nieznanego mu miejsca w lesie, gdzie znajduje szereg drzwi w pniach drzew. Nie zważając na ostrzeżenia swego psa, Zero otwiera drzwi w kształcie świątecznej choinki i trafia do kolorowego Gwiazdkowego Miasteczka. Tymczasem Sally, która została stworzona przez doktora Finklesteina, nie chce być dłużej jego własnością. Aby móc się wyrwać na miasto, musi za każdym razem otruć swego stwórcę. Podoba się jej Jack, ale jest zbyt nieśmiała, aby mu o tym powiedzieć. Nazajutrz wszyscy mieszkańcy Halloween poszukują Jacka. Ten jednak powraca i nakazuje zwołanie zebrania mieszkańców, na którym opowiada im o tym co zobaczył. Jednak potwory z jego miasta nie mogą zrozumieć, co go tak naprawdę zafascynowało. W końcu Jack zwraca się do doktora, który właśnie zamknął niesforną Sally, o udzielenie pomocy we własnych eksperymentach nad istotą świąt. W końcu postanawia urządzić we własnym mieście Gwiazdkę. Zaniepokojona Sally ponownie ucieka od doktora i doświadcza strasznej wizji. Ostrzega Jacka przed organizowaniem świąt, ten jednak jest szczęśliwy tak bardzo, że nawet nie chce jej słuchać. Dla niego, rozwiązanie jego złego nastroju jest proste – musi porwać Świętego Mikołaja i przechwycić święta!

## Bohater
Jack Skellington, czyli Jack Szkieleton, król Miasteczka Halloween, zafascynowany Świętami Bożego Narodzenia postanawia stworzyć własną wersję tego święta i przenieść jego bożonarodzeniową radość na cały świat. W tym celu porywa Świętego Mikołaja i sam wyręcza go w jego zadaniu rozdania prezentów, co powoduje jednak zamiast radości bożonarodzeniowy koszmar.

## Wersja polska
Opracowanie wersji polskiej: Start International Polska na zlecenie Disney Character Voices International

Reżyseria: Marek Robaczewski

Dialogi polskie: Joanna Serafińska

Dźwięk i montaż: Michał Skarżyński

Kierownictwo produkcji: Paweł Araszkiewicz

Kierownictwo muzyczne: Marek Klimczuk

Teksty piosenek: Filip Łobodziński

Piosenki nagrano w: Studio Buffo

Realizacja nagrań muzycznych: Jarosław Regulski

Opieka artystyczna: Michał Wojnarowski

Udział wzięli:
- Wojciech Paszkowski – Jack Szkieleton
- Joanna Węgrzynowska – Sally
- Krzysztof Kołbasiuk – Babojagołak
- Andrzej Chudy – Święty Mikołaj
- Mieczysław Morański – Dr Finkelstein
- Zbigniew Konopka – Burmistrz
- Tomasz Steciuk – Barył
- Jacek Wolszczak – Lok
- Beata Wyrąbkiewicz – Szok

oraz
- Radosław Popłonikowski
- Paweł Szczesny
- Krzysztof Szczerbiński
- Joanna Borer-Dzięgiel
- Artur Kaczmarski
- Dariusz Błażejewski
- Marek Robaczewski
- Izabela Dąbrowska

i inni
Chór: Anita Steciuk, Jakub Szydłowski, Wojciech Socha, Wojciech Dmochowski, Izabella Bujniewicz, Krzysztof Cybiński, Grzegorz Pierczyński, Małgorzata Augustynów, Anna Sztejner i Magdalena Krylik